# Jocs Asiàtics de 1998
Els Jocs Asiàtics de 1998 es van celebrar del 6 de desembre al 20 de desembre de 1998 a Bangkok, Tailàndia. Fou la quarta vegada que la ciutat fou encarregada per organitzar els Jocs Asiàtics.
La mascota dels jocs fou un elefant anomenat Chai-Yo (tailandès ไชโย), una paraula tailandesa que significa plaer, alegria, èxit, unitat i felicitat. L'elefant és un dels animals distintius i més admirats del país.

## Comitès Participants
Comitès Olímpics Nacionals (CONs) anomenats segons la seva designació oficial del COI el 1998.
| - Bangladesh - Bhutan - Bahrain - Brunei - Cambodia - People's Republic of China - Hong Kong - Indonesia - India - Iran - Jordània - Japó - Kazakhstan - Kyrgyzstan | - Korea - Kuwait - Laos - Líban - Macau - Malaysia - Maldives - Mongolia - Myanmar - Nepal - Oman - Pakistan - Palestina - Philippines | - DPR Korea - Qatar - Singapore - Sri Lanka - Syria - Thailand - Tajikistan - Turkmenistan - Xina Taipei - United Arab Emirates - Uzbekistan - Vietnam - Iemen |

## Esports
| - Tir amb arc - Atletisme - Bàdminton - Beisbol - Basquetbol - Billar i snooker - Bitlles - Boxa - Piragüisme - Ciclisme - Hípica - Esgrima | - Hoquei sobre herba - Futbol - Golf - Gimnàstica - Handbol - Judo - Kabaddi - Karate - Rem - Rugbi a 15 - Vela - Sepak Takraw | - Tir olímpic - Softbol - Soft Tennis - Esquaix - Natació - Tennis de taula - Taekwondo - Tennis - Voleibol - Halterofília - Lluita - Wushu |

## Medaller
| Posició | País                | Or  | Argent | Bronze | Total |
| 1       | R.P. de la Xina     | 129 | 78     | 67     | 274   |
| 2       | Korea               | 65  | 46     | 53     | 164   |
| 3       | Japó                | 52  | 61     | 68     | 181   |
| 4       | Tailàndia           | 24  | 26     | 40     | 90    |
| 5       | Kazakhstan          | 24  | 24     | 30     | 78    |
| 6       | Xina Taipei         | 19  | 17     | 41     | 77    |
| 7       | Iran                | 10  | 11     | 13     | 34    |
| 8       | Corea del Nord      | 7   | 14     | 12     | 33    |
| 9       | Índia               | 7   | 11     | 17     | 35    |
| 10      | Uzbekistan          | 6   | 22     | 12     | 40    |
| 11      | Indonèsia           | 6   | 10     | 11     | 27    |
| 12      | Malàisia            | 5   | 10     | 14     | 29    |
| 13      | Hong Kong           | 5   | 6      | 6      | 17    |
| 14      | Kuwait              | 4   | 6      | 4      | 14    |
| 15      | Sri Lanka           | 3   | 0      | 3      | 6     |
| 16      | Pakistan            | 2   | 4      | 9      | 15    |
| 17      | Singapur            | 2   | 3      | 9      | 14    |
| 18      | Qatar               | 2   | 3      | 3      | 8     |
| 19      | Mongòlia            | 2   | 2      | 10     | 14    |
| 20      | Myanmar             | 1   | 6      | 4      | 11    |
| 21      | Filipines           | 1   | 5      | 12     | 18    |
| 22      | Vietnam             | 1   | 5      | 11     | 17    |
| 23      | Turkmenistan        | 1   | 0      | 1      | 2     |
| 24      | Kirguizstan         | 0   | 3      | 3      | 6     |
| 25      | Jordània            | 0   | 3      | 2      | 5     |
| 26      | Síria               | 0   | 2      | 4      | 6     |
| 27      | Nepal               | 0   | 1      | 3      | 4     |
| 28      | Emirats Àrabs Units | 0   | 1      | 1      | 2     |
| 29      | Macau               | 0   | 1      | 0      | 1     |
| 30      | Bangladesh          | 0   | 0      | 1      | 1     |
| 31      | Brunei              | 0   | 0      | 1      | 1     |
| 32      | Laos                | 0   | 0      | 1      | 1     |
| 33      | Oman                | 0   | 0      | 1      | 1     |
| 34      | Bahrain             | 0   | 0      | 0      | 0     |
| 35      | Bhutan              | 0   | 0      | 0      | 0     |
| 36      | Cambodja            | 0   | 0      | 0      | 0     |
| 37      | Líban               | 0   | 0      | 0      | 0     |
| 38      | Maldives            | 0   | 0      | 0      | 0     |
| 39      | Palestina           | 0   | 0      | 0      | 0     |
| 40      | Tadjikistan         | 0   | 0      | 0      | 0     |
| 41      | Iemen               | 0   | 0      | 0      | 0     |
| Total   | Total               | 379 | 381    | 467    | 1227  |

## Instal·lacions esportives

### Complex Esportiu de l'Autoritat de l'Esport de Tailàndia (Hua Mark)
- Estadi Rajmangala (Cerimònies d'obertura i clausura, Futbol)
- Pavelló (Sepak Takraw)
- Velòdrom (Ciclisme)
- Camp de Tir olímpic (Tir olímpic)

### Complex Esportiu de Bangkok (Muang Thong Thani)
- IMPACT Arena (Boxa)
- Sala IMPACT 1-5 (Billar i Snooker, Gimnàstica, Voleibol)
- Thunder Dome (Halterofília)
- Camp de Rugbi (Rugbi a 15)
- Centre de Tennis (Tennis)

### Complex Esportiu de laUniversitat de Thammasat(Rangsit Centre)
- Estadi Thammasat (Atletisme, Futbol)
- Gimnàs 1 (Basquetbol, Judo, Lluita)
- Gimnàs 2 (Bàdminton)
- Gimnàs 3 (Handbol)
- Gimnàs 4 (Esgrima)
- Gimnàs 5 (Tennis de taula)
- Gimnàs 6 (Wushu)
- Gimnàs 7 (Karate, Taekwondo)
- Camp 1 (Tir amb arc)
- Camp 2 (Softbol)
- Centre aquàtic (Aquàtics)
- Vila dels atletes

### Altes seus
Bangkok
- Universitat de Kasetsart (Hoquei sobre herba)
- PS Bowling Bangkapi (Bitlles)
- Estadi Suphachalasai (Futbol)
- Estadi Thai Army Sports (Rugbi)
- Estadi Thai-Japanese (Futbol)
- Estadi Thupatemee (Futbol)

Chiang Mai
- Estadi del 700 Aniversari (Futbol)

Chonburi
- Centre Esportiu Ambassador (Esquaix)
- Platja Ao-Dongtarn Jomtien (Vela (esport)|Vela)
- Platja Jomtian (Voleibol platja)
- Reserva Map Prachan (Piragüisme, Rem)

Nakhon Nayok
- Universitat de Srinakharinwirot (Ongkarak Campus) (Handbol, Softbol, Kabaddi)

Nakhon Ratchasima
- Parc Nacional de Khao Yai (Ciclisme)

Nakhon Sawan
- Estadi Central de la Província de Nakhon Sawan (Futbol)

Pathum Thani
- Alpine Golf and Sports Club (Golf)
- Complex Esportiu Reina Siritkit (Beisbol, Hoquei sobre herba)

Saraburi
- Fort Adhisorn Riding Club (Hípica)

Sisaket
- Estadi Central de la Província de Sisaket (Futbol)

Songkhla
- Gimnàs Suwannawong de Hat Yai (Sepak Takraw)
- Estadi Tinasulanon (Futbol)

Suphan Buri
- Gimnàs Municipal (Basquetbol)
- Estadi Central de la Província de Suphan Buri (Futbol)

Surat Thani
- Estadi Central de la Província de Surat Thani (Futbol)

Trang
- Estadi Central de la Província de Trang (Futbol)
- Gimnàs Municipal (Sepak Takraw)